# Alienobostra godmani
Alienobostra godmani är en insektsart som först beskrevs av Ludwig Redtenbacher 1908.  Alienobostra godmani ingår i släktet Alienobostra och familjen Diapheromeridae. Inga underarter finns listade i Catalogue of Life.